# Lista telefonów marki BlackBerry
Lista telefonów marki BlackBerry – lista telefonów komórkowych wyprodukowanych przez firmę BlackBerry, wydawane pod jej szyldem od 1999 roku.

## Modele wydane w Polsce
| model         | wymiary (mm)    | masa | maksymalny czas czuwania maksymalny czas rozmów | procesor                       | pamięć                     | aparat cyfrowy | dodatkowe informacje | źródło |
| ------------- | --------------- | ---- | ----------------------------------------------- | ------------------------------ | -------------------------- | -------------- | -------------------- | ------ |
| 8520 (Gemini) | 109 x 60 x 13,9 | 106  | 408 godz. 270 min                               | Marvell 0,5 GHz                | 128 MB RAM, 256 MB pamięci | 2 Mpx          | seria Curve          | [ 1 ]  |
| 9220          | 109 x 60 x 12,7 | 102  | 432 godz. 420 min                               | Marvell 0,5 GHz                | 512 MB RAM, 512 MB pamięci | 2 Mpx          | seria Curve          | [ 2 ]  |
| 9300          | 109 x 60 x 13,9 | 104  | 456 godz. 330 min                               | Marvell 0,62 GHz               | 256 MB RAM, 256 MB pamięci | 2 Mpx          | seria Curve          | [ 3 ]  |
| 9320          | 109 x 60 x 12,7 | 103  | 432 godz. 420 min                               | Marvell 0,8 GHz                | 512 MB RAM, 512 MB pamięci | 3 Mpx          | seria Curve          | [ 4 ]  |
| 9360          | 109 x 60 x 11   | 99   | 336 godz. 300 min                               | Marvell 0,8 GHz                | 512 MB RAM, 512 MB pamięci | 5 Mpx          | seria Curve          | [ 5 ]  |
| 9380          | 109 x 60 x 11   | 98   | 360 godz. 330 min                               | Marvell 0,8 GHz                | 512 MB RAM, 512 MB pamięci | 5 Mpx          | seria Curve          | [ 6 ]  |
| 9700          | 109 x 60 x 14   | 122  | 528 godz. 360 min                               | Marvell 0,62 GHz               | 256 MB RAM, 256 MB pamięci | 3 Mpx          | seria Bold           | [ 7 ]  |
| 9720          | 114 x 66 x 12   | 120  | 432 godz. 420 min                               | Marvell 0,8 GHz                | 512 MB RAM, 512 MB pamięci | 5 Mpx          | seria 9720           | [ 8 ]  |
| 9780          | 109 x 60 x 14   | 122  | 528 godz. 360 min                               | Marvell 0,62 GHz               | 512 MB RAM, 256 MB pamięci | 5 Mpx          | seria Bold           | [ 9 ]  |
| 9790          | 110 x 60 x 11,4 | 107  | 432 godz. 330 min                               | Marvell 1 GHz                  | 756 MB RAM, 4 GB pamięci   | 5 Mpx          | seria Bold           | [ 10 ] |
| 9800          | 111 x 62 x 14,6 | 161  | 432 godz. 330 min                               | Marvell 0,62 GHz               | 512 MB RAM, 4 GB pamięci   | 5 Mpx          | seria Torch          | [ 11 ] |
| 9810          | 111 x 62 x 14,6 | 161  | 308 godz. 390 min                               | Qualcomm Snapdragon S2 1,2 GHz | 756 MB RAM, 8 GB pamięci   | 5 Mpx          | seria Torch          | [ 12 ] |
| 9900          | 115 x 66 x 10,5 | 130  | 307 godz. 390 min                               | Qualcomm Snapdragon S2 1,2 GHz | 756 MB RAM, 4 GB pamięci   | 5 Mpx          | seria Bold Touch     | [ 13 ] |
| 9930          | 115 x 66 x 10,5 | 130  | 307 godz. 390 min                               | Qualcomm Snapdragon S2 1,2 GHz | 756 MB RAM, 4 GB pamięci   | 5 Mpx          | seria Bold Touch     | [ 14 ] |
| 9981 (P9981)  | 115 x 67 x 11,3 | 155  | ? ?                                             | Qualcomm Snapdragon S2 1,2 GHz | 756 MB RAM, 8 GB pamięci   | 5 Mpx          | seria Porsche Design | [ 15 ] |

Modele z systemem BlackBerry 10
| model       | wymiary (mm)        | masa | maksymalny czas czuwania maksymalny czas rozmów | procesor                        | pamięć                   | aparat cyfrowy | dodatkowe informacje | źródło |
| ----------- | ------------------- | ---- | ----------------------------------------------- | ------------------------------- | ------------------------ | -------------- | -------------------- | ------ |
| Z10         | 130 x 65,6 x 9      | 127  | 317 godz. 600 min                               | Qualcomm Snapdragon S4 1,5 GHz  | 2 GB RAM, 16 GB pamięci  | 8 Mpx          |                      | [ 16 ] |
| Q10         | 119,6 x 66,8 x 10,4 | 139  | 317 godz. 810 min                               | Qualcomm Snapdragon S4 1,5 GHz  | 2 GB RAM, 16 GB pamięci  | 8 Mpx          |                      | [ 17 ] |
| Q5          | 120 x 66 x 10,8     | 120  | 336 godz. 750 min                               | Qualcomm Snapdragon 400 1,2 GHz | 2 GB RAM, 8 GB pamięci   | 5 Mpx          |                      | [ 18 ] |
| Z30         | 140,7 x 72 x 9,4    | 170  | 384 godz. 1500 min                              | Qualcomm Snapdragon S4 1,7 GHz  | 2 GB RAM, 16 GB pamięci  | 8 Mpx          |                      | [ 19 ] |
| P9982       | 131 x 65,6 x 9,5    | 140  | ? ?                                             | Qualcomm Snapdragon S4 1,5 GHz  | 2 GB RAM, 64 GB pamięci  | 8 Mpx          | seria Porsche Design | [ 20 ] |
| Z3          | 140 x 72,8 x 9,26   | 164  | 384 godz. 930 min                               | Qualcomm Snapdragon 400 1,2 GHz | 1,5 GB RAM, 8 GB pamięci | 5 Mpx          |                      | [ 21 ] |
| Passport    | 128 x 90,3 x 9,3    | 196  | 444 godz. 1380 min                              | Qualcomm Snapdragon 801 2,2 GHz | 3 GB RAM, 32 GB pamięci  | 13 Mpx         |                      | [ 22 ] |
| Q20 Classic | 131 x 72,4 x 10,2   | 177  | 365 godz. 1020 min                              | Qualcomm Snapdragon S4 1,5 GHz  | 2 GB RAM, 16 GB pamięci  | 8 Mpx          |                      | [ 23 ] |
| P9983       | 119 x 67,1 x 10,6   | 140  | ? ?                                             | Qualcomm Snapdragon S4 1,5 GHz  | 2 GB RAM, 64 GB pamięci  | 8 Mpx          | seria Porsche Design | [ 24 ] |
| Leap        | 144 x 72,8 x 9,5    | 170  | ? godz. 15080 min                               | Qualcomm Snapdragon S4 1,5 GHz  | 2 GB RAM, 16 GB pamięci  | 8 Mpx          |                      | [ 25 ] |

Modele z systemem Android
| model  | wymiary (mm)       | masa | maksymalny czas czuwania maksymalny czas rozmów | procesor                         | pamięć                  | aparat cyfrowy | dodatkowe informacje  | źródło |
| ------ | ------------------ | ---- | ----------------------------------------------- | -------------------------------- | ----------------------- | -------------- | --------------------- | ------ |
| Priv   | 147 x 77,2 x 9,4   | 192  | 317 godz. 600 min                               | Qualcomm Snapdragon 808 1,6 GHz  | 3 GB RAM, 32 GB pamięci | 18 Mpx         |                       | [ 26 ] |
| DTEK50 | 147 x 72,5 x 7,4   | 135  | 576 godz. 1020 min                              | Qualcomm Snapdragon 617 1,5 GHz  | 3 GB RAM, 16 GB pamięci | 13 Mpx         |                       | [ 27 ] |
| DTEK60 | 153,9 x 75,4 x 7   | 165  | 336 godz. 1560 min                              | Qualcomm Snapdragon 820 2,15 GHz | 4 GB RAM, 32 GB pamięci | 21 Mpx         |                       |        |
| KEYone | 149,1 x 72,4 x 9,4 | 180  | ? ?                                             | Qualcomm Snapdragon 625 2,0 GHz  | 3 GB RAM, 32 GB pamięci | 12 Mpx         | nazwa kodowa: Mercury | [ 28 ] |